# Roger Foulon
Roger Foulon (* 3. August 1923 in Thuin; † 25. Februar 2008 ebenda) war ein französischsprachiger Schriftsteller belgischer Herkunft.
Er ist der Autor von über 120 Büchern und er war Mitglied der Association des Écrivains belges de Langue française.

## Werke
- L'espérance abolie,  1976
- Un été dans la Fagne, Brüssel,  1980
- Vipères, Brüssel, 1981
- Barrages, Brüssel,  1982
- Déluge, Brüssel,  1984
- Naissance du monde, 1986
- Les tridents de la colère,  1991
- L'homme à la tête étoilée,  1995

## Ehrungen und Preise
- Prix Georges Garnir (Un été dans la Fagne), 1980